# Mildred Dresselhaus

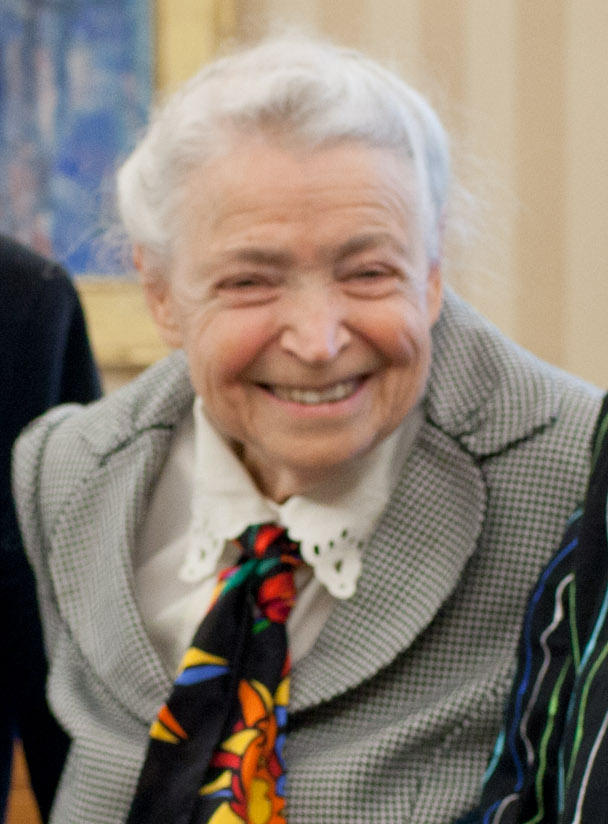
Mildred Dresselhaus (2012)

Mildred S. Dresselhaus (* 11. November 1930 in New York City als Mildred Spiewak; † 20. Februar 2017 in Cambridge, Massachusetts) war eine US-amerikanische Physikerin. Sie war Professorin für Physik und Elektrotechnik am Massachusetts Institute of Technology (MIT).

## Leben
Dresselhaus wurde in Brooklyn geboren und wuchs in der Bronx in New York auf. Dort begann sie zunächst am Hunter College zu studieren und ging dann 1951 an die Universität Cambridge in England. Ein Jahr später wechselte sie an die Harvard-Universität und bekam dort 1953 ihren Master am Radcliffe College. 1958 wurde sie an der University of Chicago promoviert und heiratete den Physiker Gene Dresselhaus, mit dem sie eine Tochter und drei Söhne hatte. Anschließend verbrachte sie zwei Jahre an der Cornell-Universität.
Ihre Karriere am Massachusetts Institute of Technology (MIT) begann sie zusammen mit ihrem Mann 1960 im Lincoln Laboratory in Lexington. In dieser Zeit wandte sie sich von Forschungen zu Supraleitern ab und widmete sich der Magnetooptik. Erst durch ihre Experimente entwickelte sich ein Verständnis für die elektrische Struktur von Halbmetallen.
1967 wechselte sie als Gastprofessorin an die Fakultät für Elektrotechnik und Informatik, seit 1968 war sie Professorin für Physik und Elektrotechnik. Gleichzeitig war sie seit 1973 Professorin an der Fakultät für Elektrotechnik und Informatik und seit 1983 an der Physikfakultät. Sie hatte seit 1985 den Titel „Institute Professor“ inne, der am MIT nur verdienten Professoren zuteilwird. Sie war die erste Frau, die eine volle Professur mit tenure am MIT erhielt.
Bedeutende Forschungsergebnisse erzielte sie bei der Erforschung von Kohlenstoffnanoröhren. Sie galt wegen ihrer vielfältigen Beschäftigung mit Kohlenstoffverbindungen als Queen of Carbon Science.
1984 war sie Präsidentin der American Physical Society. Von August 2000 bis Januar 2001 war sie Direktorin des wissenschaftlichen Büros des US-Energieministeriums. Seit 2004 war sie Vorsitzende des leitenden Gremiums des „American Institute of Physics“.
Neben ihren Studien setzte sich Dresselhaus auch stark für die Förderung von Frauen in Disziplinen wie der Physik ein, in denen diese unterrepräsentiert sind.

## Auszeichnungen und Ehrungen (Auswahl)
- 1972: Fellow der American Physical Society
- 1974: Mitglied der American Academy of Arts and Sciences
- 1985: Mitgliedschaft in der National Academy of Sciences
- 1990: National Medal of Science
- 1995: Mitglied der American Philosophical Society
- 2005: Heinz Award
- 2007: UNESCO-L’Oréal-Preis for Women in Science
- 2008: Oersted Medal[3]
- 2008: Oliver E. Buckley Condensed Matter Prize
- 2012: Enrico Fermi Award
- 2012: Kavli-Preis für Nanowissenschaften
- 2013: Von Hippel Award
- 2014: Presidential Medal of Freedom
- 2015: IEEE Medal of Honor
- 2017: Benjamin Franklin Medal des Franklin Institute
- 30 Ehrendoktorate[4]

## Schriften
- mit Gene Dresselhaus, Ko Sugihara, Ian L. Spain, Harris A. Goldberg: Graphite Fibers and Filaments, Springer Series in Material Science 5, Springer 1988
- mit Gene Dresselhaus, Stephen Cronin, Antonio Gomes Souza Filho: Solid State Properties: From Bulk to Nano, Springer 2018
- mit Gene Dresselhaus, Ado Jorio: Group theory: application to the physics of condensed matter, Springer 2008
- mit Gene Dresselhaus, Phaeton Avouris (Hrsg.): Carbon Nanotubes: Synthesis, Structure, Properties, and Applications, Springer 2001
- mit Gene Dresselhaus, Ado Jorio, Riichiro Saito: Raman Spectroscopy in Graphen Related Systems, Wiley-VCH 2011
- Herausgeberin mit Hideo Aoki: Physics of Graphene, Springer 2014